# Idrionaria dineh
Idrionaria dineh är en mångfotingart som beskrevs av Shelley 1996. Idrionaria dineh ingår i släktet Idrionaria och familjen Schizopetalidae. Inga underarter finns listade i Catalogue of Life.